# Rue Stříbrná
Pour l’article homonyme, voir Stříbrná.
 (mars 2019).
La rue Stříbrná (en français, littéralement rue d'Argent) est une voie de Prague.

## Situation et accès
Située dans la Vieille Ville de Prague, c'est une rue courte et étroite reliant la rue Náprstkova et la place Anenské. Elle est tellement étroite que les voitures ne peuvent y passer, elle est donc une zone piétonne. La rue n'est accessible que récemment, après la reconstruction de l'église Sainte-Anne. 

## Origine du nom
Elle porte ce nom en souvenir des nombreux orfèvres et des bijoutiers qui vivaient dans cette rue au XIXe siècle.

## Historique
Toute la zone autour du monastère dominicain de Sainte Anne au XIVe et XVe siècles, était appelée « St. Anna ». À partir du XIXe siècle, le nom Stříbrná (pour argent) est utilisé, car y vivaient en nombre des orfèvres et des bijoutiers. La rue était au départ encore plus étroite, mais elle a été élargie pour permettre de l'inonder d’eau en cas d’incendie. 

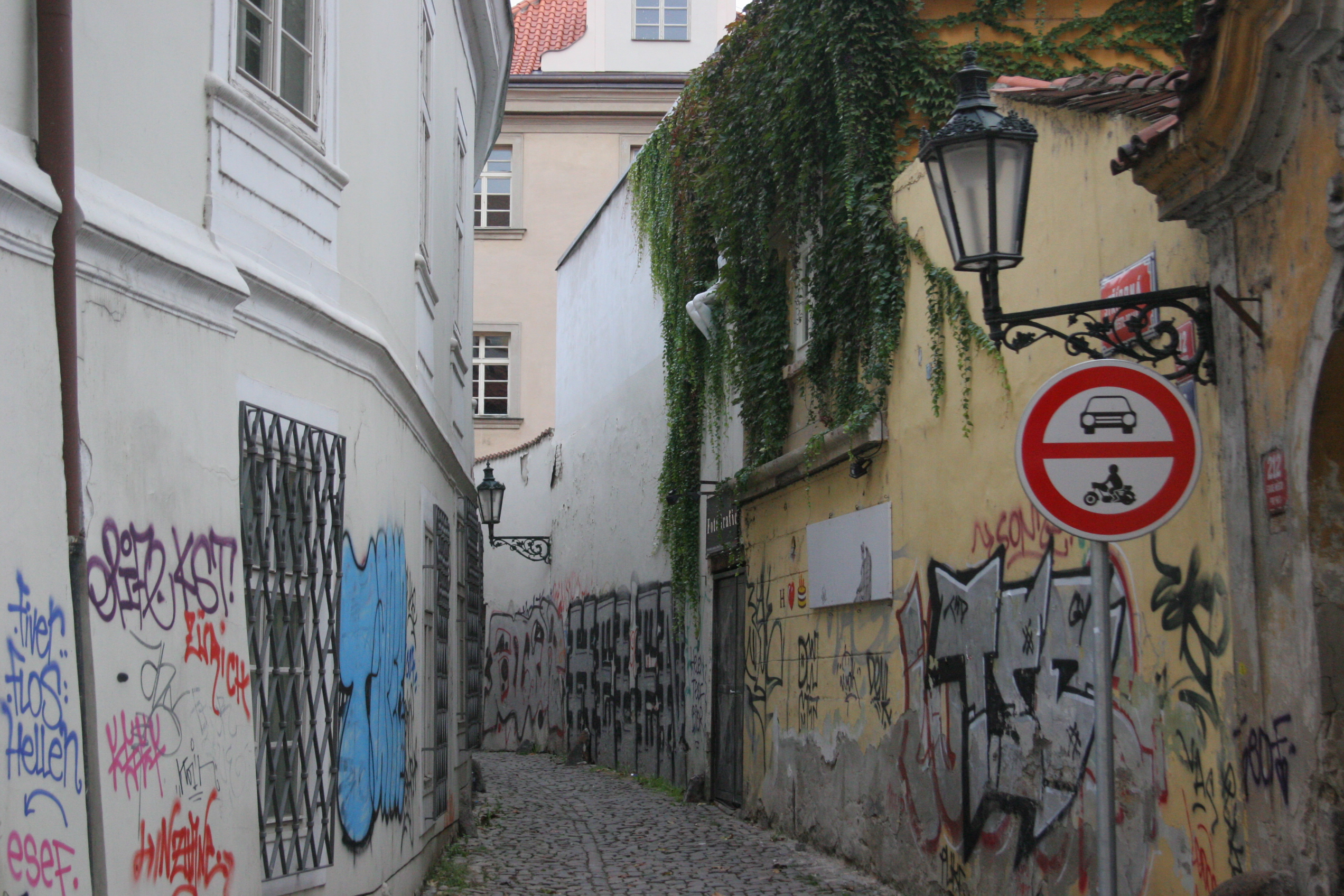
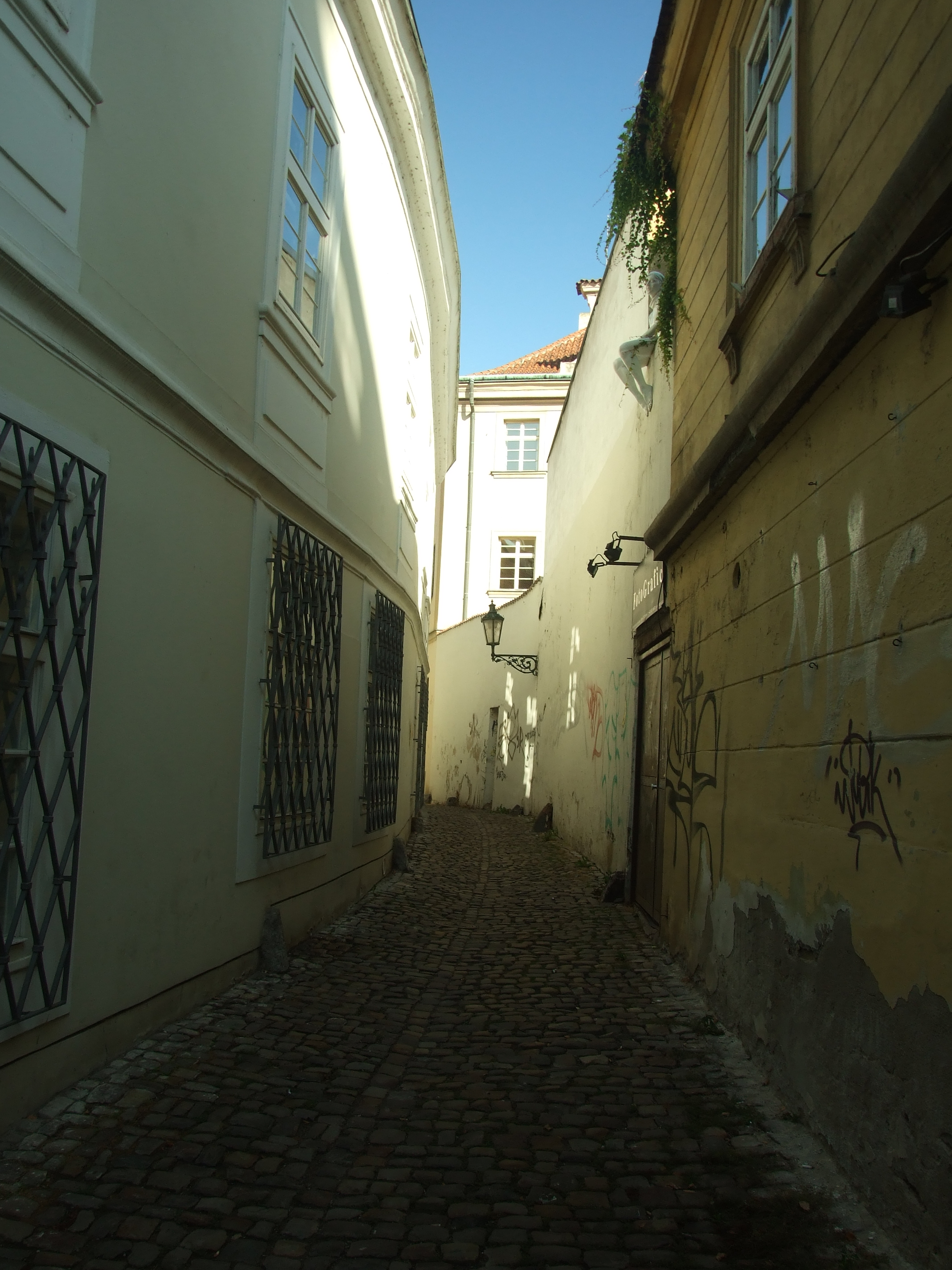
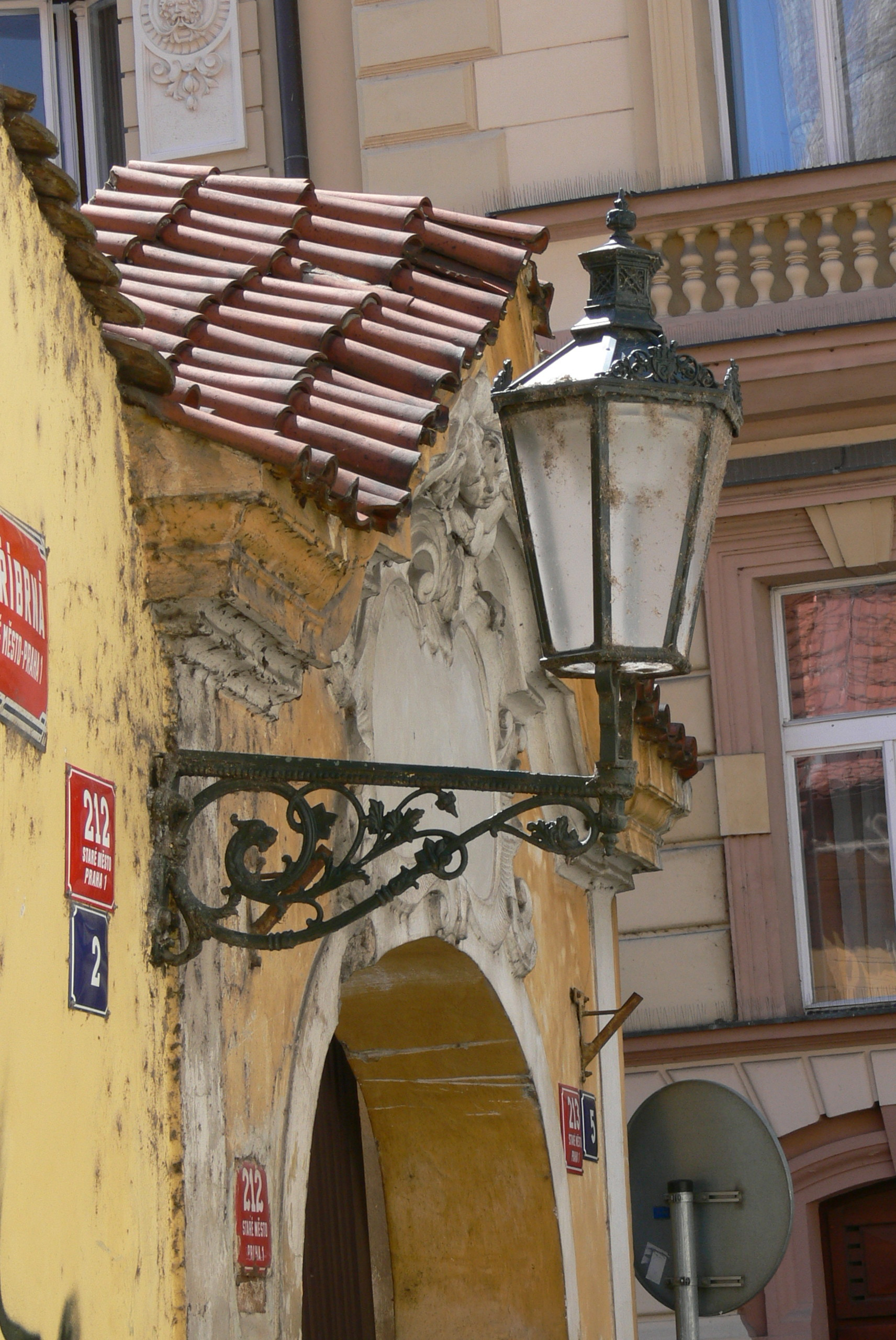

## Bâtiments remarquables et lieux de mémoire
- La maison de Trnka - au numéro 2 [5]